# Mirek Hoffmann
Miroslav Hoffmann (*28. března 1935, Praha – 12. března 2019) byl český countryový zpěvák, textař a skladatel, jeden z členů skupiny Greenhorns-Zelenáči.

## Život
V mládí se učil hrát na housle, chodil i do hodin zpěvu a vystupoval s dixielandovou kapelou. V roce 1962 si zahrál v představení Divadla Semafor Šest žen Jindřicha VIII. V roce 1968 spoluzaložil společně s Marko Čermákem, Tomášem Linkou, Pavlem Králem a Václavem Limberkem country kapelu White Stars. Tato skupina pak společně s formacemi Greenhorns a Spirituál kvintet nahrála country-folkovou dlouhohrající LP desku Písně amerického západu. V roce 1970 pak odešel společně s Tomášem Linkou do skupiny Greenhorns, kterou tvořili Jan Vyčítal, Michal Tučný, Josef Šimek, Marko Čermák, Josef Dobeš a Vladimír Štýbr. V těchto původních Greenhorns (dočasně tlakem sílící komunistické normalizace přejmenovaných na skupinu Zelenáči) vydržel až do roku 1990, kdy se Zelenáči – tehdy již pod obnoveným názvem Greenhorns – rozdělili na dvě části; údajně kvůli nemožnosti uživit tak velké těleso, čítající v té době deset muzikantů. Pavel Král, Jaroslav Hnyk a Zdeněk Krištof tehdy v kapele dostali „červenou kartu“ pro nadbytečnost. Po jejich odchodu je dobrovolně následovali František Kacafírek a Mirek Hoffmann, který z odešedších zformoval vlastní skupinu Noví Zelenáči Mirka Hoffmanna, do níž přijal kytaristu a zpěváka Milana Krbce. Později, když utichly spory o použití „ochranné známky“ se zakladatelem kapely Greenhorns (Zelenáči) Honzou Vyčítalem, který se cítil užitím normalizačního názvu své kapely sabotován, se Hoffmannova odnož vrátila k jednoslovnému názvu Zelenáči.
Sám Miroslav Hoffmann od roku 2006 ze zdravotních důvodů se Zelenáči veřejně nevystupoval, ale pracoval nadále jako autor. Vysvětlil to přáním, aby si jej posluchači pamatovali v jeho (nej)lepší formě.
Mirek Hoffmann zemřel v 83 letech dne 12. března 2019.

## Diskografie

### LP desky

#### S White Stars
- 1969 – Písně amerického západu

#### S Greenhorns
- 1971 – Greenhorns ’71
- 1972 – Greenhorns – Zelenáči
- 1973 – Hromskej den Zelenáčů (2 LP)
- 1974 – Písně větru z hor
- 1976 – Silnice, tratě, řeky a stezky
- 1979 – Řidič tvrdý chleba má
- 1982 – Oheň z dříví eukalyptu
- 1983 – Pod liščí skálou
- 1985 – Galaportrét
- 1986 – Mistr Čas
- 1988 – Zálesácká bowle

#### S Novými Zelenáči
- 1990 – Písně starých kovbojů

### CD disky
- 1991 – Vánoce starých kovbojů
- 1991 – Zlatá éra – hity z let 1969–1976
- 1992 – Za volantem starý kovboj
- 1992 – I See America
- 1993 – Písně s vůní eukalyptů
- 1993 – Na sluneční straně
- 1994 – Písně amerického západu
- 1994 – Mirek Hoffmann – zlaté hity
- 1995 – The Best Of Mirek Hoffmann – příběhy
- 1995 – Romantika starých kovbojů
- 1996 – Crazy příběhy
- 1997 – Byl jsem v country nebi
- 1998 – Mirek Hoffmann – Zelenáči (master serie)
- 2000 – Zelenáči v saloonu
- 2001 – Ať Tě country pohladí
- 2004 – Zlatý výběr Mirka Hoffmanna
- 2007 – Australské příběhy
- 2015 – Mirek Hoffmann 80